# Lodewijk Jozef van Frankrijk
Lodewijk Jozef Xavier Frans van Bourbon (Versailles, 22 oktober 1781 — Meudon, 4 juni 1789), eerste zoon (kroonprins, Frans dauphin) en tweede kind van koning Lodewijk XVI van Frankrijk en Marie Antoinette van Oostenrijk. Hij werd omschreven als een zeer intelligent kind met een broze gezondheid; hij overleed op zevenjarige leeftijd aan tuberculose.

## Geboorte
De geboorte van Lodewijk Jozef bracht heel wat teweeg in de koninklijke familie. De graaf van Provence verloor hierdoor zijn titel van dauphin. Net als bij de geboorte van zijn zus Marie Thérèse waren er verschillende meningen die door middel van (soms opruiende) pamfletten werden verspreid onder het volk. Toch was de bevolking over het algemeen verheugd door de geboorte van de dauphin. Later werden er nog twee kinderen geboren:
- Lodewijk Karel (27 maart 1785 – 8 juni 1795)
- Sophie Beatrix (9 juli 1786 – 19 juni 1787)

De dauphin had verschillende verpleegsters, van welke madame Poitrine waarschijnlijk de bekendste is. Van haar wordt beweerd dat zij de prins heeft besmet met tuberculose.
Evenals zijn zus was de dauphin zeer gehecht aan zijn ouders. Lodewijk XVI, die zijn opvoeding nauwlettend in de gaten hield, liet zijn zoon onder andere onderwijzen in aardrijkskunde door middel van een ingenieuze wereldbol en veel geografische afbeeldingen geschilderd op bizonhuiden. De jonge prins werd door zijn tijdgenoten als zeer intelligent omschreven. Hij kon zijn omstanders verbazen met zijn uitspraken. Zijn ouders, hoe toegewijd ook, waren te optimistisch wat zijn gezondheid betrof.

## Ziekteverloop
De verschillende fases van de ziekte van de dauphin:
- Na april 1784 was de koorts ernstig verhoogd, en werd hij naar Château de la Muette gebracht, waar hij snel genas.
- In maart 1785 werd hij ingeënt. De gevolgen waren niet ernstig, maar zijn gezondheid was gedurende de rest van de maand niet goed.
- In 1786 kreeg hij opnieuw hevige koorts, de schommelingen in hevigheid werden door de verzorgers niet als ernstig beschouwd. Het waren echter de eerste symptomen van tuberculose. Men constateerde dat zijn wervelkolom begon te vervormen.
- Tijdens de jaren 1786 en 1787 heeft men getracht de wervelkolom van de jongen te herstellen door middel van spalken en een korset.
- Vanaf januari 1788 werd hij door een langdurige koorts verteerd, die snel verergerde.
- De arts Petit diagnosticeerde wervelcariës. De dauphin had inmiddels gangreen in zijn wervels, en zou niet lang meer leven. Volgens Mac van Bombelles had men te lang gewacht met behandelen.

Op 4 mei 1789 was de dauphin aanwezig bij de openingsplechtigheid van de Staten-Generaal, het was zijn laatste openbare optreden. Het volk zag een prins die, met behulp van een korset, rechtop liep en niet ziekelijk overkwam. Lodewijk Jozef stierf een maand later.
Het leek erop dat het hof van Versailles niet treurde om zijn heengaan. Zijn vader, Lodewijk XVI, was diep bedroefd. Hij vroeg of de debatten voor enkele dagen konden worden uitgesteld, om te kunnen rouwen om zijn verloren zoon. De afgevaardigden weigerden dit verzoek. Ook weigerde Lodewijk Filips II van Orléans, die als vertegenwoordiger van de tweede stand in de Staten-Generaal zitting had, het hart van de gestorven dauphin te begeleiden naar zijn rustplaats in het Convent van Val-de-Grâce, zoals zijn adellijke plicht was als "prins van het eerste bloed". Deze taak werd vervolgens vervuld door zijn zoon Louis Philippe, de latere "burgerkoning".
Marie-Antoinette schreef: “Het volk heeft zelfs niets van de dood van mijn zoon gemerkt.”

## Kwartierstaat (voorouders)
| Lodewijk XV van Frankrijk (1710-1774) | Lodewijk XV van Frankrijk (1710-1774) | Lodewijk XV van Frankrijk (1710-1774) | Lodewijk XV van Frankrijk (1710-1774) | Lodewijk XV van Frankrijk (1710-1774) | Lodewijk XV van Frankrijk (1710-1774) | Maria Leszczyńska (1703-1768)      | Maria Leszczyńska (1703-1768)      | Maria Leszczyńska (1703-1768)      | Maria Leszczyńska (1703-1768)      | Maria Leszczyńska (1703-1768)          | Maria Leszczyńska (1703-1768)          |                                                   |                                                   | August III van Polen (1696-1763)                  | August III van Polen (1696-1763)                  | August III van Polen (1696-1763)                  | August III van Polen (1696-1763)                  | August III van Polen (1696-1763)     | August III van Polen (1696-1763)     | Maria Josepha van Oostenrijk (1699-1757) | Maria Josepha van Oostenrijk (1699-1757) | Maria Josepha van Oostenrijk (1699-1757) | Maria Josepha van Oostenrijk (1699-1757) | Maria Josepha van Oostenrijk (1699-1757) | Maria Josepha van Oostenrijk (1699-1757) |  |  | Keizer Karel VI (1685-1740)             | Keizer Karel VI (1685-1740)             | Keizer Karel VI (1685-1740)             | Keizer Karel VI (1685-1740)             | Keizer Karel VI (1685-1740)             | Keizer Karel VI (1685-1740)             | Elisabeth Christine van Brunswijk-Wolfenbüttel (1691-1750) | Elisabeth Christine van Brunswijk-Wolfenbüttel (1691-1750) | Elisabeth Christine van Brunswijk-Wolfenbüttel (1691-1750) | Elisabeth Christine van Brunswijk-Wolfenbüttel (1691-1750) | Elisabeth Christine van Brunswijk-Wolfenbüttel (1691-1750) | Elisabeth Christine van Brunswijk-Wolfenbüttel (1691-1750) |                                             |                                             | Leopold I van Lotharingen (1679-1729)       | Leopold I van Lotharingen (1679-1729)       | Leopold I van Lotharingen (1679-1729)     | Leopold I van Lotharingen (1679-1729)     | Leopold I van Lotharingen (1679-1729)     | Leopold I van Lotharingen (1679-1729)     | Elisabeth Charlotte van Orléans (1676-1744) | Elisabeth Charlotte van Orléans (1676-1744) | Elisabeth Charlotte van Orléans (1676-1744) | Elisabeth Charlotte van Orléans (1676-1744) | Elisabeth Charlotte van Orléans (1676-1744) | Elisabeth Charlotte van Orléans (1676-1744) |  |  |  |  |  |  |  |  |  |  |  |  |  |  |  |  |  |  |  |  |  |  |  |  |  |  |  |  |  |  |  |  |  |  |  |  |  |  |  |  |  |  |  |  |  |  |  |  |
| Lodewijk XV van Frankrijk (1710-1774) | Lodewijk XV van Frankrijk (1710-1774) | Lodewijk XV van Frankrijk (1710-1774) | Lodewijk XV van Frankrijk (1710-1774) | Lodewijk XV van Frankrijk (1710-1774) | Lodewijk XV van Frankrijk (1710-1774) | Maria Leszczyńska (1703-1768)      | Maria Leszczyńska (1703-1768)      | Maria Leszczyńska (1703-1768)      | Maria Leszczyńska (1703-1768)      | Maria Leszczyńska (1703-1768)          | Maria Leszczyńska (1703-1768)          |                                                   |                                                   | August III van Polen (1696-1763)                  | August III van Polen (1696-1763)                  | August III van Polen (1696-1763)                  | August III van Polen (1696-1763)                  | August III van Polen (1696-1763)     | August III van Polen (1696-1763)     | Maria Josepha van Oostenrijk (1699-1757) | Maria Josepha van Oostenrijk (1699-1757) | Maria Josepha van Oostenrijk (1699-1757) | Maria Josepha van Oostenrijk (1699-1757) | Maria Josepha van Oostenrijk (1699-1757) | Maria Josepha van Oostenrijk (1699-1757) |  |  | Keizer Karel VI (1685-1740)             | Keizer Karel VI (1685-1740)             | Keizer Karel VI (1685-1740)             | Keizer Karel VI (1685-1740)             | Keizer Karel VI (1685-1740)             | Keizer Karel VI (1685-1740)             | Elisabeth Christine van Brunswijk-Wolfenbüttel (1691-1750) | Elisabeth Christine van Brunswijk-Wolfenbüttel (1691-1750) | Elisabeth Christine van Brunswijk-Wolfenbüttel (1691-1750) | Elisabeth Christine van Brunswijk-Wolfenbüttel (1691-1750) | Elisabeth Christine van Brunswijk-Wolfenbüttel (1691-1750) | Elisabeth Christine van Brunswijk-Wolfenbüttel (1691-1750) |                                             |                                             | Leopold I van Lotharingen (1679-1729)       | Leopold I van Lotharingen (1679-1729)       | Leopold I van Lotharingen (1679-1729)     | Leopold I van Lotharingen (1679-1729)     | Leopold I van Lotharingen (1679-1729)     | Leopold I van Lotharingen (1679-1729)     | Elisabeth Charlotte van Orléans (1676-1744) | Elisabeth Charlotte van Orléans (1676-1744) | Elisabeth Charlotte van Orléans (1676-1744) | Elisabeth Charlotte van Orléans (1676-1744) | Elisabeth Charlotte van Orléans (1676-1744) | Elisabeth Charlotte van Orléans (1676-1744) |  |  |  |  |  |  |  |  |  |  |  |  |  |  |  |  |  |  |  |  |  |  |  |  |  |  |  |  |  |  |  |  |  |  |  |  |  |  |  |  |  |  |  |  |  |  |  |  |
|                                       |                                       |                                       |                                       |                                       |                                       |                                    |                                    |                                    |                                    |                                        |                                        |                                                   |                                                   |                                                   |                                                   |                                                   |                                                   |                                      |                                      |                                          |                                          |                                          |                                          |                                          |                                          |  |  |                                         |                                         |                                         |                                         |                                         |                                         |                                                            |                                                            |                                                            |                                                            |                                                            |                                                            |                                             |                                             |                                             |                                             |                                           |                                           |                                           |                                           |                                             |                                             |                                             |                                             |                                             |                                             |  |  |  |  |  |  |  |  |  |  |  |  |  |  |  |  |  |  |  |  |  |  |  |  |  |  |  |  |  |  |  |  |  |  |  |  |  |  |  |  |  |  |  |  |  |  |  |  |
|                                       |                                       |                                       |                                       | Lodewijk van Frankrijk (1729-1765)    | Lodewijk van Frankrijk (1729-1765)    | Lodewijk van Frankrijk (1729-1765) | Lodewijk van Frankrijk (1729-1765) | Lodewijk van Frankrijk (1729-1765) | Lodewijk van Frankrijk (1729-1765) |                                        |                                        |                                                   |                                                   |                                                   |                                                   | Maria Josepha van Saksen (1731-1767)              | Maria Josepha van Saksen (1731-1767)              | Maria Josepha van Saksen (1731-1767) | Maria Josepha van Saksen (1731-1767) | Maria Josepha van Saksen (1731-1767)     | Maria Josepha van Saksen (1731-1767)     |                                          |                                          |                                          |                                          |  |  |                                         |                                         |                                         |                                         | Keizer Frans I Stefan (1708-1765)       | Keizer Frans I Stefan (1708-1765)       | Keizer Frans I Stefan (1708-1765)                          | Keizer Frans I Stefan (1708-1765)                          | Keizer Frans I Stefan (1708-1765)                          | Keizer Frans I Stefan (1708-1765)                          |                                                            |                                                            |                                             |                                             |                                             |                                             | Maria Theresia van Oostenrijk (1717-1780) | Maria Theresia van Oostenrijk (1717-1780) | Maria Theresia van Oostenrijk (1717-1780) | Maria Theresia van Oostenrijk (1717-1780) | Maria Theresia van Oostenrijk (1717-1780)   | Maria Theresia van Oostenrijk (1717-1780)   |                                             |                                             |                                             |                                             |  |  |  |  |  |  |  |  |  |  |  |  |  |  |  |  |  |  |  |  |  |  |  |  |  |  |  |  |  |  |  |  |  |  |  |  |  |  |  |  |  |  |  |  |  |  |  |  |
|                                       |                                       |                                       |                                       | Lodewijk van Frankrijk (1729-1765)    | Lodewijk van Frankrijk (1729-1765)    | Lodewijk van Frankrijk (1729-1765) | Lodewijk van Frankrijk (1729-1765) | Lodewijk van Frankrijk (1729-1765) | Lodewijk van Frankrijk (1729-1765) |                                        |                                        |                                                   |                                                   |                                                   |                                                   | Maria Josepha van Saksen (1731-1767)              | Maria Josepha van Saksen (1731-1767)              | Maria Josepha van Saksen (1731-1767) | Maria Josepha van Saksen (1731-1767) | Maria Josepha van Saksen (1731-1767)     | Maria Josepha van Saksen (1731-1767)     |                                          |                                          |                                          |                                          |  |  |                                         |                                         |                                         |                                         | Keizer Frans I Stefan (1708-1765)       | Keizer Frans I Stefan (1708-1765)       | Keizer Frans I Stefan (1708-1765)                          | Keizer Frans I Stefan (1708-1765)                          | Keizer Frans I Stefan (1708-1765)                          | Keizer Frans I Stefan (1708-1765)                          |                                                            |                                                            |                                             |                                             |                                             |                                             | Maria Theresia van Oostenrijk (1717-1780) | Maria Theresia van Oostenrijk (1717-1780) | Maria Theresia van Oostenrijk (1717-1780) | Maria Theresia van Oostenrijk (1717-1780) | Maria Theresia van Oostenrijk (1717-1780)   | Maria Theresia van Oostenrijk (1717-1780)   |                                             |                                             |                                             |                                             |  |  |  |  |  |  |  |  |  |  |  |  |  |  |  |  |  |  |  |  |  |  |  |  |  |  |  |  |  |  |  |  |  |  |  |  |  |  |  |  |  |  |  |  |  |  |  |  |
|                                       |                                       |                                       |                                       |                                       |                                       |                                    |                                    |                                    |                                    | Lodewijk XVI van Frankrijk (1754-1793) | Lodewijk XVI van Frankrijk (1754-1793) | Lodewijk XVI van Frankrijk (1754-1793)            | Lodewijk XVI van Frankrijk (1754-1793)            | Lodewijk XVI van Frankrijk (1754-1793)            | Lodewijk XVI van Frankrijk (1754-1793)            |                                                   |                                                   |                                      |                                      |                                          |                                          |                                          |                                          |                                          |                                          |  |  |                                         |                                         |                                         |                                         |                                         |                                         |                                                            |                                                            |                                                            |                                                            | Marie Antoinette van Oostenrijk (1755-1793)                | Marie Antoinette van Oostenrijk (1755-1793)                | Marie Antoinette van Oostenrijk (1755-1793) | Marie Antoinette van Oostenrijk (1755-1793) | Marie Antoinette van Oostenrijk (1755-1793) | Marie Antoinette van Oostenrijk (1755-1793) |                                           |                                           |                                           |                                           |                                             |                                             |                                             |                                             |                                             |                                             |  |  |  |  |  |  |  |  |  |  |  |  |  |  |  |  |  |  |  |  |  |  |  |  |  |  |  |  |  |  |  |  |  |  |  |  |  |  |  |  |  |  |  |  |  |  |  |  |
|                                       |                                       |                                       |                                       |                                       |                                       |                                    |                                    |                                    |                                    | Lodewijk XVI van Frankrijk (1754-1793) | Lodewijk XVI van Frankrijk (1754-1793) | Lodewijk XVI van Frankrijk (1754-1793)            | Lodewijk XVI van Frankrijk (1754-1793)            | Lodewijk XVI van Frankrijk (1754-1793)            | Lodewijk XVI van Frankrijk (1754-1793)            |                                                   |                                                   |                                      |                                      |                                          |                                          |                                          |                                          |                                          |                                          |  |  |                                         |                                         |                                         |                                         |                                         |                                         |                                                            |                                                            |                                                            |                                                            | Marie Antoinette van Oostenrijk (1755-1793)                | Marie Antoinette van Oostenrijk (1755-1793)                | Marie Antoinette van Oostenrijk (1755-1793) | Marie Antoinette van Oostenrijk (1755-1793) | Marie Antoinette van Oostenrijk (1755-1793) | Marie Antoinette van Oostenrijk (1755-1793) |                                           |                                           |                                           |                                           |                                             |                                             |                                             |                                             |                                             |                                             |  |  |  |  |  |  |  |  |  |  |  |  |  |  |  |  |  |  |  |  |  |  |  |  |  |  |  |  |  |  |  |  |  |  |  |  |  |  |  |  |  |  |  |  |  |  |  |  |
|                                       |                                       |                                       |                                       |                                       |                                       |                                    |                                    |                                    |                                    |                                        |                                        |                                                   |                                                   |                                                   |                                                   |                                                   |                                                   |                                      |                                      |                                          |                                          |                                          |                                          |                                          |                                          |  |  |                                         |                                         |                                         |                                         |                                         |                                         |                                                            |                                                            |                                                            |                                                            |                                                            |                                                            |                                             |                                             |                                             |                                             |                                           |                                           |                                           |                                           |                                             |                                             |                                             |                                             |                                             |                                             |  |  |  |  |  |  |  |  |  |  |  |  |  |  |  |  |  |  |  |  |  |  |  |  |  |  |  |  |  |  |  |  |  |  |  |  |  |  |  |  |  |  |  |  |  |  |  |  |
|                                       |                                       |                                       |                                       |                                       |                                       |                                    |                                    |                                    |                                    |                                        |                                        |                                                   |                                                   |                                                   |                                                   |                                                   |                                                   |                                      |                                      |                                          |                                          |                                          |                                          |                                          |                                          |  |  |                                         |                                         |                                         |                                         |                                         |                                         |                                                            |                                                            |                                                            |                                                            |                                                            |                                                            |                                             |                                             |                                             |                                             |                                           |                                           |                                           |                                           |                                             |                                             |                                             |                                             |                                             |                                             |  |  |  |  |  |  |  |  |  |  |  |  |  |  |  |  |  |  |  |  |  |  |  |  |  |  |  |  |  |  |  |  |  |  |  |  |  |  |  |  |  |  |  |  |  |  |  |  |
|                                       |                                       |                                       |                                       |                                       |                                       |                                    |                                    |                                    |                                    |                                        |                                        | Marie Thérèse Charlotte van Frankrijk (1778-1851) | Marie Thérèse Charlotte van Frankrijk (1778-1851) | Marie Thérèse Charlotte van Frankrijk (1778-1851) | Marie Thérèse Charlotte van Frankrijk (1778-1851) | Marie Thérèse Charlotte van Frankrijk (1778-1851) | Marie Thérèse Charlotte van Frankrijk (1778-1851) |                                      |                                      | Lodewijk Jozef van Frankrijk (1781−1789) | Lodewijk Jozef van Frankrijk (1781−1789) | Lodewijk Jozef van Frankrijk (1781−1789) | Lodewijk Jozef van Frankrijk (1781−1789) | Lodewijk Jozef van Frankrijk (1781−1789) | Lodewijk Jozef van Frankrijk (1781−1789) |  |  | Lodewijk XVII van Frankrijk (1785-1795) | Lodewijk XVII van Frankrijk (1785-1795) | Lodewijk XVII van Frankrijk (1785-1795) | Lodewijk XVII van Frankrijk (1785-1795) | Lodewijk XVII van Frankrijk (1785-1795) | Lodewijk XVII van Frankrijk (1785-1795) |                                                            |                                                            | Sophie Beatrix van Frankrijk (1786-1787)                   | Sophie Beatrix van Frankrijk (1786-1787)                   | Sophie Beatrix van Frankrijk (1786-1787)                   | Sophie Beatrix van Frankrijk (1786-1787)                   | Sophie Beatrix van Frankrijk (1786-1787)    | Sophie Beatrix van Frankrijk (1786-1787)    |                                             |                                             |                                           |                                           |                                           |                                           |                                             |                                             |                                             |                                             |                                             |                                             |  |  |  |  |  |  |  |  |  |  |  |  |  |  |  |  |  |  |  |  |  |  |  |  |  |  |  |  |  |  |  |  |  |  |  |  |  |  |  |  |  |  |  |  |  |  |  |  |